# En (digramme)
Cette page contient des caractères spéciaux ou non latins. S’ils s’affichent mal (▯, ?, etc.), consultez la page d’aide Unicode.
Pour les articles homonymes, voir EN.
En (minuscule en) est un digramme de l'alphabet latin composé d'un E et d'un N. 

## Linguistique
- En français le digramme « en » représente généralement [ɑ̃] devant une consonne ou en fin de mot. Devant m b ou p, c'est le digramme « em » qui représente cette voyelle.
- En portugais, il représente [ẽ] devant une consonne et [ɐĩ̯] en fin de mot.

## Représentation informatique
À la différence d'autres digrammes, il n'existe aucun encodage du En sous la forme d'un seul signe. Il est toujours réalisé en accolant les lettres E et N.